# Dimitrij Nikolajevič Uznadze
Dimitrij Nikolajevič Uznadze (gruzínsky დიმიტრი უზნაძე, 2. prosince 1886, Sakara – 9. října 1950) byl sovětský psycholog a filozof.
Uznadze byl žákem W. Wundta a jedním ze zakladatelů oddělení pedagogiky katedry psychologie na univerzitě Tbilisi a laboratoře experimentální psychologie. Je autorem teorie zaměřenosti tzv. Ustanovky. Své práce publikoval v ruštině a němčině.

## Dílo
- Úvod do experimentální pedagogiky
- Základy experimentální psychologie
- Obecná psychologie
- Základní teze teorie ustanovky